# خوان خوسيه كاليرو
خوان خوسيه كاليرو (بالإسبانية: Juan José Calero) هو لاعب كرة قدم كولومبي في مركز الهجوم، ولد في 5 نوفمبر 1998 في كولومبيا. لعب مع نادي باتشوكا.

## وصلات خارجية
- خوان خوسيه كاليرو على موقع قاعدة بيانات كرة القدم.إي يو (الإنجليزية)
- خوان خوسيه كاليرو على موقع Soccerway.com (الإنجليزية)
- خوان خوسيه كاليرو على موقع AS.com (الإسبانية)